# Руссо, Аврора
Аврора Руссо (итал. Aurora Russo; 3 июня 2003, Турин, Италия) — итальянская спортсменка, борец вольного стиля, бронзовый призёр чемпионата Европы 2025 года, участница Олимпийских игр 2024 года. 

## Спортивная карьера
Вольной борьбой занимается с трёх лет. Пошла в спорт по стопам брата. В мае 2017 года в Белграде, победив в финале Викторию Волк из Белоруссии, победила на первенстве Европы среди кадетов. В августе 2021 года в Уфе, уступив в финале Нилуфар Раимовой из Казахстана, стала серебряным призёром Первенства мира среди юниорок. В августе 2023 года в иорданском Аммане, победив в финале Алесю Гетманову из Белоруссии, стала победителем молодежного первенства мира U-20. 19 сентября 2023 года на чемпионате мира в Белграде в 1/16 финала со счётом 0:10 проиграла Цугуми Сакураи из Японии, однако её соперница вышла в финал, и на следующий день она приняла участие в утешительных схватках, в первой из которой уступила со счётом 0:11 Ирине Курочкиной из Белоруссии, заняв итоговое последнее 36 место. 15 февраля 2024 года неудачно выступила на чемпионате Европы в Бухаресте, где в 1/4 финала проиграла Ирине Курочкиной, а на следующий день в утешении уступила Михаэле Самоил из Молдавии, в итоге она заняла 9 место. 11 мая 2024 года в Стамбуле на Всемирном квалификационном турнире, взяв верх в решающей схватке против Алины Грушиной из Украины, завоевала лицензию на Олимпийские игры в Париж. Руссо — третья женщина, представлявшая Италию на Олимпийских играх по вольной борьбе, после Дилетты Джьямпикколо и Катажины Ющак в Афинах в 2004 году. 8 августа 2024 года в Париже на Олимпийских играх в 1/8 финала на туше проиграла Луисе Вальверде из Эквадора, заняв предпоследнее 15 место в итоговом протоколе.
В апреле 2025 года на чемпионате Европы в Братиславе в весовой категории до 59 кг завоевала бронзовую медаль. В схватке за третье место одолела соперницу из Азербайджана Алёну Колесник.